# Molnija (azienda)

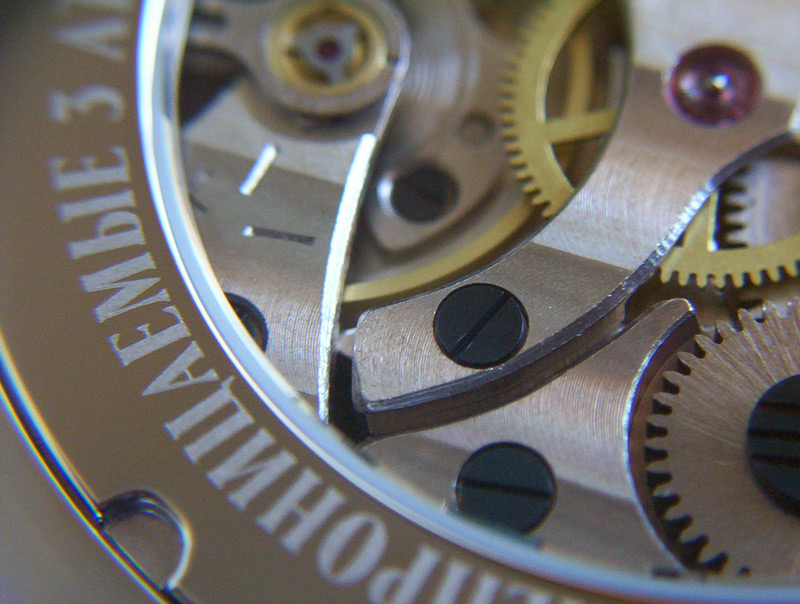
Dettaglio di un movimento realizzato da Molnija, visibile attraverso il fondello in vetro.

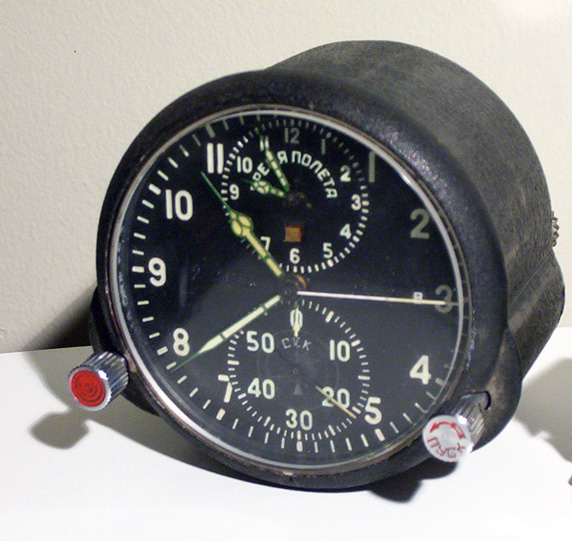
Il cronografo Molnija AChS-1.

Molnija, talvolta anche Molniya, è un'azienda russa produttrice di orologi e orologi da polso, con sede in Čeljabinsk, sita nell'Oblast' di Čeljabinsk, nella regione degli Urali. Molnija (Молния) è il termine russo atto ad indicare il fulmine.

## Storia
La fabbrica fu aperta il 17 novembre 1947 con il fine di produrre orologi e orologi da polso. Il principale cliente della società era il Dipartimento della Difesa dell'Unione Sovietica, per il quale furono realizzati orologi da polso, orologi da taschino e orologi da tavolo. Furono realizzati anche numerosi pezzi unici, progettati per essere applicati a carri armati, aerei da guerra quali i caccia, sottomarini e navicelle spaziali. La società ha cessato l'attività produttiva nell'anno 2007. La ditta si dedica alla produzione di orologi per aerei da guerra e navi e sta tentando di sbarcare anche su altri mercati.

## Prodotti
La principale attività della società riguarda la produzione di orologi da tasca decorati con motivi militari, religiosi e storici. Nella maggior parte della produzione, circa l'80% del lavoro è svolto a mano. Alcuni movimenti realizzati dalla ditta sono sfruttati pure per orologi da polso oversize. Dopo la chiusura della fabbrica sono rimasti sul mercato vari orologi da tasca prodotti dalla ditta prima della cessazione dell'attività. Il prezzo di vendita oscilla dai 150 ai 250 dollari.

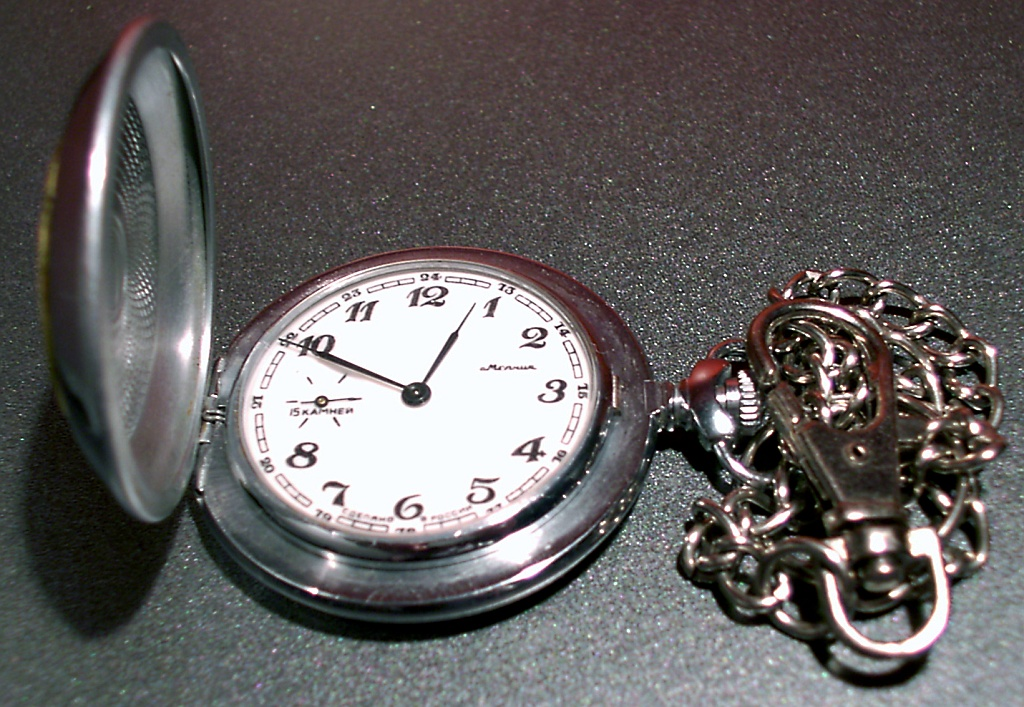
Orologio da tasca
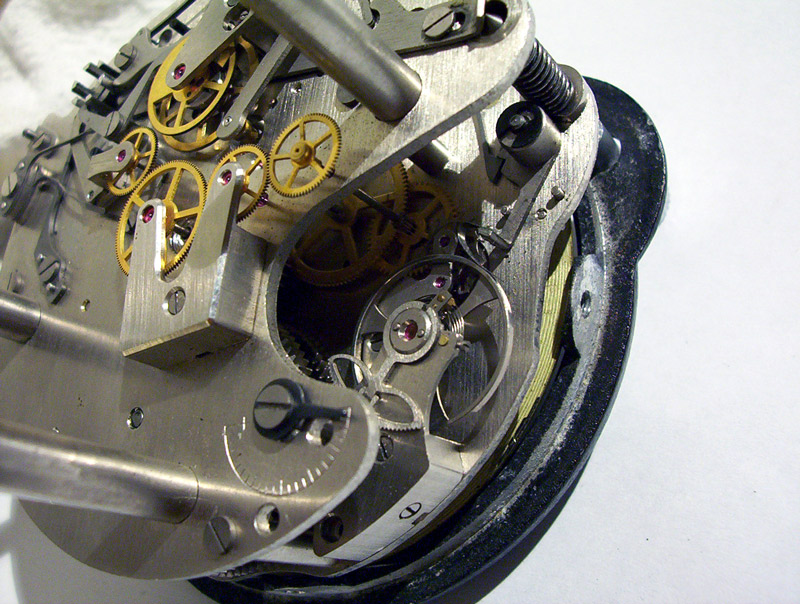
Movimento da cronografo AChS-1 realizzato da Molnija
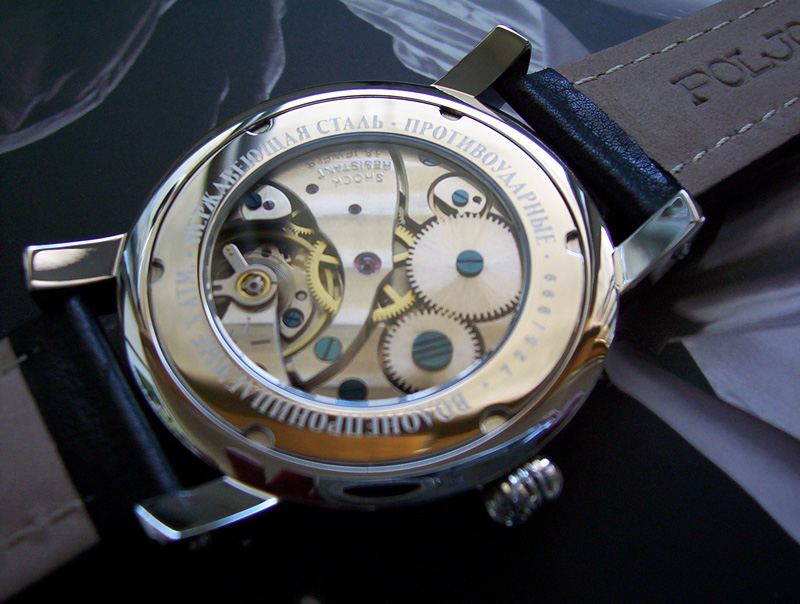
Visuale di un movimento realizzato da Molnija